# جک ایتچیسون
جک ایتچیسون (انگلیسی: Jack Aitchison؛ زادهٔ ۵ مارس ۲۰۰۰) بازیکن فوتبال اهل بریتانیا است.
از باشگاه‌هایی که در آن بازی کرده‌است می‌توان به باشگاه فوتبال سلتیک اشاره کرد.